# Шість капелюхів мислення
Шість капелюхів мислення — це система, спроєктована Едвардом де Боно, яка описує інструмент для групового обговорення та індивідуального мислення з використанням шістьох кольорових капелюхів. «Шість капелюхів мислення» та асоційована ідея паралельного мислення надають групам засоби для планування детальних і згуртованих мисленнєвих процесів, та ефективнішого мислення за їх допомогою.
У 2005 році цьому інструментові знайшлось певне застосування в інноваційному секторі Великої Британії, де його запропонували деякі посередницькі компанії, після чого його було випробувано в державній службі Великої Британії.

## Засадові принципи
Передумовою методу є той факт, що мозок людини здатен мислити кількома різними способами, кожен з яких може бути зумисне задіяним, а тому і запланованим для структурованого використання, таким чином надаючи змогу розвинути тактику для розмірковування над окремими проблемами. Де Боно визначає шість окремих напрямків, в яких може бути задіяно людський мозок. У кожному з цих напрямків мозок розпізнає та винесе до свідомої думки певні аспекти проблеми, яку він розглядає (наприклад, нейтральні факти, песимістичне судження та ін.). Жоден з цих напрямків не є повністю природним способом мислення, а радше тим, як люди відображають результати свого мислення.
Оскільки капелюхи не відображають природних режимів мислення, кожен з них варто використовувати лише протягом обмеженого часу. Крім того, використання капелюхів багатьом може здаватись неприродним, незручним чи навіть контрпродуктивним та на заваді формування кращого судження.
Переконливим прикладом є чутливість до «розбіжності» стимулів. Цей приклад показано як інстинкт самозбереження, адже у світі природи щось, що не є звичним, може виявитись небезпечним. Цей режим визначають як корінь негативного судження та критичного мислення.
Шість різних напрямків визначають, та присвоюють їм окремий колір. Отже, цими напрямками є:
| Керування            | Блакитний | Що є предметом обговорення? Про що ми розмірковуємо? Яка наша мета? Може бачити загальну картину.            |
| Інформація           | Білий     | Беручи до уваги виключно доступну нам інформацію, які факти в нас є?                                         |
| Емоції               | Червоний  | Інтуїтивна чи інстинктивна внутрішня реакція або констатація емоційних почуттів (проте жодного виправдання). |
| Проникливість        | Чорний    | Застосування логіки для визначення причин бути обережними та консервативними. Практичний, реалістичний.      |
| Оптимістична реакція | Жовтий    | Застосування логіки для визначення переваг, пошук гармонії. Бачить позитивний, сонячний бік ситуацій.        |
| Творчість            | Зелений   | Провокативні та дослідницькі судження, дати волю думці. Мислить творчо, не за шаблоном.                      |

Кольорові капелюхи використовують як метафори до кожного з напрямків. Символічним переходом між напрямками є дія надягання кольорового капелюха, буквального чи метафоричного. Такі метафори сприяють більш повному та ретельному розділенню напрямків мислення. Ці шість капелюхів мислення вказують на проблеми та вирішення стосовно ідеї, яку запропонує мислитель.

## Стратегії та програми
Щойно шість режимів мислення визначено, можна створити чіткі програми — послідовності капелюхів, що охоплюватимуть та структуруватимуть мисленнєвий процес назустріч чіткій меті. Кілька таких програм включено в матеріали до платних тренувань цього методу; однак часто є необхідним підлаштовувати їх індивідуально. Крім того, часто програми застосовують у тимчасовому форматі: група може опрацювати кілька перших капелюхів, після чого посередник побачить правильний напрямок дій.
Послідовності завжди починають та закінчують блакитним капелюхом; учасники групи домовляються про те, як вони будуть думати, наступним є власне процес міркування, після якого група оцінює його результати та вирішують, що робити далі. Послідовності (і, звичайно, капелюхи) можна використовувати як самостійно, так і в груповій роботі.

## Вжиток
Зазвичай, проєкт починають з розширеної фази Білого капелюха, поки відбувається збір фактів. Далі капелюхи використовують по декілька хвилин кожен, окрім Червоного: час на червоний капелюх обмежено до 30 секунд, щоб забезпечити саме інстинктивну внутрішню реакцію, а не вид судження. Вважають, що такий темп має позитивний вплив на процес мислення, згідно з теоріями Малкольма Гледвела про кліпове мислення.
Де Боно був переконаний, що секретом успішного застосування методу Шести капелюхів мислення є навмисна зосередженість дискусії на конкретному підході, як цього потребує процес зборів чи співпраці. Наприклад, збори може бути скликано для того, щоб оглянути певну проблему та розробити її вирішення. Метод Шести капелюхів мислення може бути вжито в такій послідовності: спочатку дослідити проблему, потім розробити набір вирішень, а тоді обрати одне за допомогою критичного розгляду цього набору.
Зустріч можна почати з того, що кожен бере на себе Блакитний капелюх, щоб обговорити як ця зустріч буде проходити, які її завдання та цілі. Далі, для того, щоб зібрати думки та реакції щодо проблеми, дискусія може перейти до Червоного капелюха. Цю фазу також можна використати для окреслення обмежень для кінцевого вирішення, наприклад, на кого повпливає ця проблема та/або її вирішення. Після цього обговорення може перейти в фазу (Жовтого, а потім) Зеленого капелюха для генерування ідей та можливих вирішень. Далі можна взятись за Білого капелюха як складову розробки інформації, та Чорного капелюха як засобу критики набору вирішень.
Оскільки в кожен момент часу всі фокусуються на одному конкретному напрямку, група переважно стає більш спрацьованою, ніж якби одна людина реагувала емоційно (Червоний капелюх) в той час, коли інша намагалась бути об'єктивною (Білий капелюх), а ще хтось був критичним до ідей, що виникали в процесі дискусії (Чорний капелюх). Капелюхи допомагають учасникам братись до проблем з різних точок зору та зосереджувати їх саме на відмінностях між обраними підходами до розв'язання проблеми.
Навіть за доброї згоди та чітких спільних цілей, в будь-якій спільній мисленнєвій діяльності трапляється природна схильність до «спагеті-мислення», коли одна людина міркує над перевагами, поки інша зважає на факти й т. д. Процес з капелюхами дозволяє цього уникнути: всі разом розмірковують в одному напрямку. Єдиним винятком є посередник, який в основному триматиме Блакитного капелюха, аби забезпечити ефективне просування процесу. Блакитний капелюх має тенденцію бути споглядальним, вказівним, таким, що приваблює лідерів груп. Тобто така методика сприяє кращому проєктуванню, адже вона базується на системі творення, на противагу змагальницькій конфронтаційній системі мислення, такій як діалектика, де завжди є хтось, хто має протилежну думку.

## Дані про видання
- Едвард де Боно. Six Thinking Hats (1985) ISBN 0-316-17831-4